# Anjujski narodni park
Anjujski narodni park (rusko Анюйский национальный парк) pokriva porečje reke Anjuj, na zahodnem pobočju gorovja Central Sikhote-Alin na Ruskem Daljnem vzhodu. Anjuj teče proti zahodu v reko Amur, glavno reko v regiji, ko teče proti severovzhodu v Ohotsko morje. Park je pomemben, ker ustvarja ekološki koridor od nizke poplavne ravnice Amurja do visokih gozdnatih gora Sikhote-Alin. Park je v Nanajskem rajonu v Habarovskem okraju, približno 130 kilometrov dolvodno (tj. severovzhodno) od mesta Habarovsk. Območje je odročno, z malo mesti in redko poseljeno. Območje je bilo v preteklosti odvisno od ribolova lososa, sečnje in lova. Lokalni avtohtoni prebivalci so Nanajci, ki predstavljajo približno četrtino bližnjih naselij.

## Topografija
Meje parka tvorijo podkvasto obliko, ki sledi ločilnim grebenom porečij rek Anjuj in Pihci, ki se proti zahodu izlivata v reko Amur. Vzhodni del ozemlja je gorat, nižji zahodni del pa pretežno poplavna ravnina. Približno 45 % drevesnega pokrova parka predstavlja daljnovzhodna tajga, 30 % je podtajga (srednjegorski iglasti gozd), 14 % je rečna poplavna ravnica in delta, 11 % pa je močvirje. Ena četrtina njegovega ozemlja predstavlja zmerno mokrišče v porečju reke Amur-Heilong, Anjujski pa je pomemben habitat za mokrišča in ribe v gorskih potokih nad Amurjem. Južna meja sledi severni črti gorovja 'Treh sester'.
Zahodna polovica parka je na nizkem vzhodnem podaljšku 'Srednjeamurske nižine'. Ta nižina je ravna, močvirnata kotanja med grebenom Sikhote-Aline na vzhodu in gorovjem Mali Khingan na zahodu. To so aluvialne nižine poplavne ravnice reke Amur, do nadmorske višine 40 metrov. Jugovzhodno krilo parka je dolina reke Pihci in je relativno ravna. Severovzhodno krilo je dolina reke Anjuj in njenih pritokov, ima strmejše in globlje kanjone ter povprečno nadmorsko višino 600 metrov. Končni izvir Anjuja je Tordoki Jani, najvišji vrh Sikhote-Alina.

## Podnebje in ekoregija
Anjujski ima vlažno celinsko, toplo poletno podtip podnebja (Köppnova podnebna klasifikacija Dwb), s štirimi različnimi letnimi časi, hladnimi suhimi zimami (padavine manj kot desetina poletnega dežja) in toplimi mokrimi poletji. Takšne ekoregije so znane po zmernih gozdovih z jesenskim listjem.
Anjujski je v ekoregiji širokolistnih in mešanih gozdov Usuri. Po podatkih Svetovne federacije za divje živali (WWF) je »v primerjavi z drugimi zmernimi ekosistemi stopnja endemizma pri rastlinah in nevretenčarjih v regiji izjemno visoka«. To visoko stopnjo biotske raznovrstnosti pripisujejo številu ekoloških regij, ki se srečujejo v regiji, izolirani naravi ruskega dela reke Amur (v primerjavi z bolj razvitimi kitajskimi in korejskimi kolegi) in pomanjkanju poledenitve v najnovejši ledeni dobi.
Sladkovodna ekoregija za Anjujski je »spodnje porečje reke Amur« (številka 528). Reka Amur podpira več sladkovodnih vrst kot katera koli druga reka v Rusiji (120 vrst) in je znana po lososih, ki migrirajo navzgor po Amurju in njegovih pritokih gorskih potokov.

## Rastline
Park je kritična sestavina mreže zavarovanih območij v srednjem in spodnjem Amurju, zlasti zato, ker vključuje neprekinjen habitat od rečnih poplavnih ravnic, prek dolinsko-gorske podtajge mongolskega hrasta in korejskega bora do gorskih grebenov. Ogromen korejski cedrov bor je Svetovni sklad za naravo opisal kot srce ekosistema. Število korejskega bora se je v zadnjih 50 letih zmanjšalo za dve tretjini in postaja vse pogostejša tarča nezakonite sečnje na območju, ki obdaja Anjujski.

## Živali
Ogroženi amurski tiger je rezidenčna vrsta parka, tako kot večina gorskih vrst severnega Sikhote-Alina. Spodnje poplavne ravnice so pomembne zaradi podpore pticam selivkam. Ranljive vrste v parku so skoraj ogrožena gorska podlasica, ranljivi azijski črni medved in podatkovno pomanjkljivo (definicija IUCN) dolgorepa brezova miška.

## Zgodovina in trenutno stanje
Nanajci so bili tradicionalni prebivalci lokalnih, podeželskih naselij. Na notranji meji parka je bila majhna vas Arsenjevo kraj izgnanstva med kolektivizacijo v 1930-ih; služil je tudi kot japonsko taborišče za vojne ujetnike v 1940-ih.
Leta 2011 je bil dokončan naftovod Sahalin–Habarovsk–Vladivostok z uporabo odseka prejšnjega naftovoda vzdolž reke Amur nad Habarovskom. Plinovod poteka vzdolž zahodne meje parka Anjujski. Upravljavec, Gazprom, navaja, da je bila »pri gradnji objektov plinovoda upoštevana stroga zahteva – minimalen vpliv na okolje. Gradbena dela so potekala znotraj obstoječih komunikacijskih vodov. Med gradnjo prizadeta zemljišča so bila sanirana.«
Od leta 2012 je park poročal o odprtju centra za obiskovalce in da je bilo v parku zaposlenih 50 ljudi.
Leta 2015 je bil v regijo izpuščen amurski tiger z imenom Uporni (rusko za 'trmast'), ki ga je po šestih tednih tavanja GPS zabeležil, da je izbral ozemlje znotraj narodnega parka Anjujski. Direktor Centra za amurske tigre je opozoril, da »spodbudni smo z dosedanjim obnašanjem Upornija. Drži se proč od ljudi na zelo oddaljenih območjih in se celo izogiba kakršni koli infrastrukturi, ki jo je ustvaril človek. V celotnem obdobju od izpustitve nikoli ne uporablja cest ali celo zapuščenih gozdnih poti.«